# HBsAg

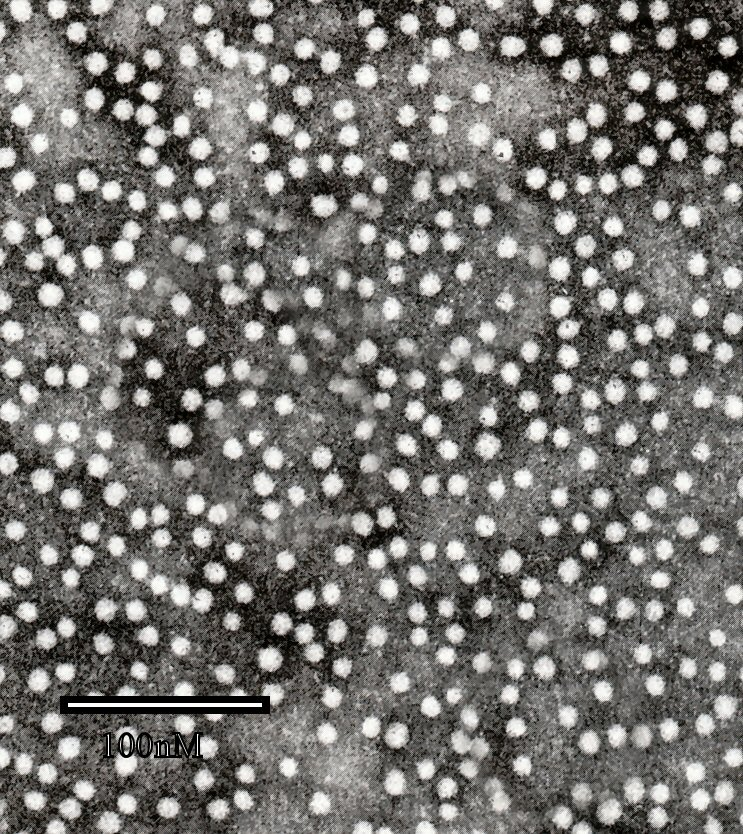
HBsAg onder een elektronenmicroscoop.

HBsAg staat voor hepatitis B surface antigen. Dit is een antigeen dat voorkomt bij het hepatitis B-virus en wordt gevonden bij mensen die lijden aan hepatitis B (virale leverontsteking) of drager zijn van het hepatitis B-virus. HBsAg is ook bekend onder de naam australiëantigeen omdat het voor het eerst is aangetoond bij een Australische Aboriginal.